# Hogna petiti
Hogna petiti là một loài nhện trong họ Lycosidae.
Loài này thuộc chi Hogna. Hogna petiti được Eugène Simon miêu tả năm 1876.